# Jules Marouzeau
Jules Marouzeau , né à Fleurat (Creuse) le 20 mars 1878, et mort à Iteuil (Vienne), le 27 septembre 1964, est un latiniste français.

## Biographie
D'origine paysanne, Jules Marouzeau fait ses études secondaires comme boursier au lycée de Guéret et au lycée Lakanal, puis ses études supérieures de 1901 à 1907 à la Sorbonne, au Collège de France et à l'École pratique des hautes études (Section des sciences historiques et philologiques). Agrégé des lettres en 1904, il présente en 1905 un mémoire pour l'obtention du diplôme de l'École pratique des hautes études (La place du pronom personnel sujet en latin), puis, en 1910, devient docteur ès lettres après la soutenance de ses deux thèses, La phrase à verbe « être » en latin et L'emploi du participe présent latin à l'époque républicaine.
Soldat durant la première Guerre mondiale, il est fait prisonnier par les Allemands. Après son retour de captivité en 1920, il est nommé professeur de latin à la Faculté des lettres de Paris (Sorbonne) et directeur d'études à l'École pratique des hautes études (Section des sciences historiques et philologiques). Après sa mort, son nom a été donné au lycée de jeunes filles de Guéret (cet établissement est aujourd'hui un collège).
C’est le fondateur de la Société des études latines et de la Revue des études latines (1923), ainsi que de L’Année philologique : bibliographie annuelle des publications relatives à l'Antiquité gréco-romaine.

## Principaux ouvrages

### Publications scientifiques
- La phrase à verbe « être » en latin (1910).
- L'ordre des mots dans la phrase latine (1922-1953). Les quatre volumes qu'il a consacrés au sujet envisagent successivement les groupes nominaux, le verbe et les articulations de l'énoncé. « On voit, conclut-il, que l'ordre des mots met en jeu des facteurs très divers : sens, nature et qualité des concepts, recherche de la nuance et des reliefs, motifs esthétiques, affectations littéraires ».
- Dix années de bibliographie classique : bibliographie critique et analytique de l'Antiquité gréco-latine pour la période 1914-1924 (2 volumes, 1927-1928).
- Lexique de la terminologie linguistique (1933 ; 1951 ; 1969).
- Précis de stylistique française (1946 ; 1963).
- Quelques aspects de la formation du latin littéraire (1949).
- L'enseignement du Français (1949)
- La linguistique ou science du langage (1921 ; 1950).
- Traité de stylistique appliquée au Latin/…latine (1935 ; 1946 ;1954) (plusieurs fois réédité).
- Introduction au latin (1954).
- Du latin au français (1957).
- Aspects du français (1963).

### Traductions
- Térence, Comédies, t. I : Andrienne - Eunuque, Paris, Les Belles lettres, 1947.
- Térence, Comédies, t. II : Heautontimoroumenos - Phormion, Paris, Les Belles lettres, 1947.
- Térence, Comédies, t. III : Hécyre - Adelphes, Paris, Les Belles lettres, 1949.

### Souvenirs
- Une enfance (1937, diverses rééditions) [évocation de ses années d'enfance à Fleurat. L'auteur s'y montre particulièrement sensible aux faits de langage et à la nature. Les années d'internat au lycée sont vécues comme une rupture cruelle : « Si l'on est interrogé sur ces années sans pareilles d'entre dix et vingt ans, on est obligé de faire cette réponse effroyable : Je ne sais pas ; je n'ai pas vécu ce temps-là. »]
- Dernière réédition chez fondencre (www.fondencre.fr) en août 2016, présentée par Daniel Dayen.

## Distinctions
Jules Marouzeau a reçu le titre d'Officier de la légion d'honneur. Il est également désigné membre de l'Académie des inscriptions et belles lettres en 1945. Il est lauréat de l'Institut (1911, 1923, 1930), docteur honoris causa de l'Université de Genève, Glasgow, Lausanne, ainsi que professeur honoris causa de l'Université de Rio.